# 三枚洲
三枚洲（さんまいす）とは、東京都江戸川区の葛西海浜公園の沖合いに広がる自然干潟・浅場である。葛西海浜公園に造成された人工干潟を含めて呼ぶ場合もある。

## 概要

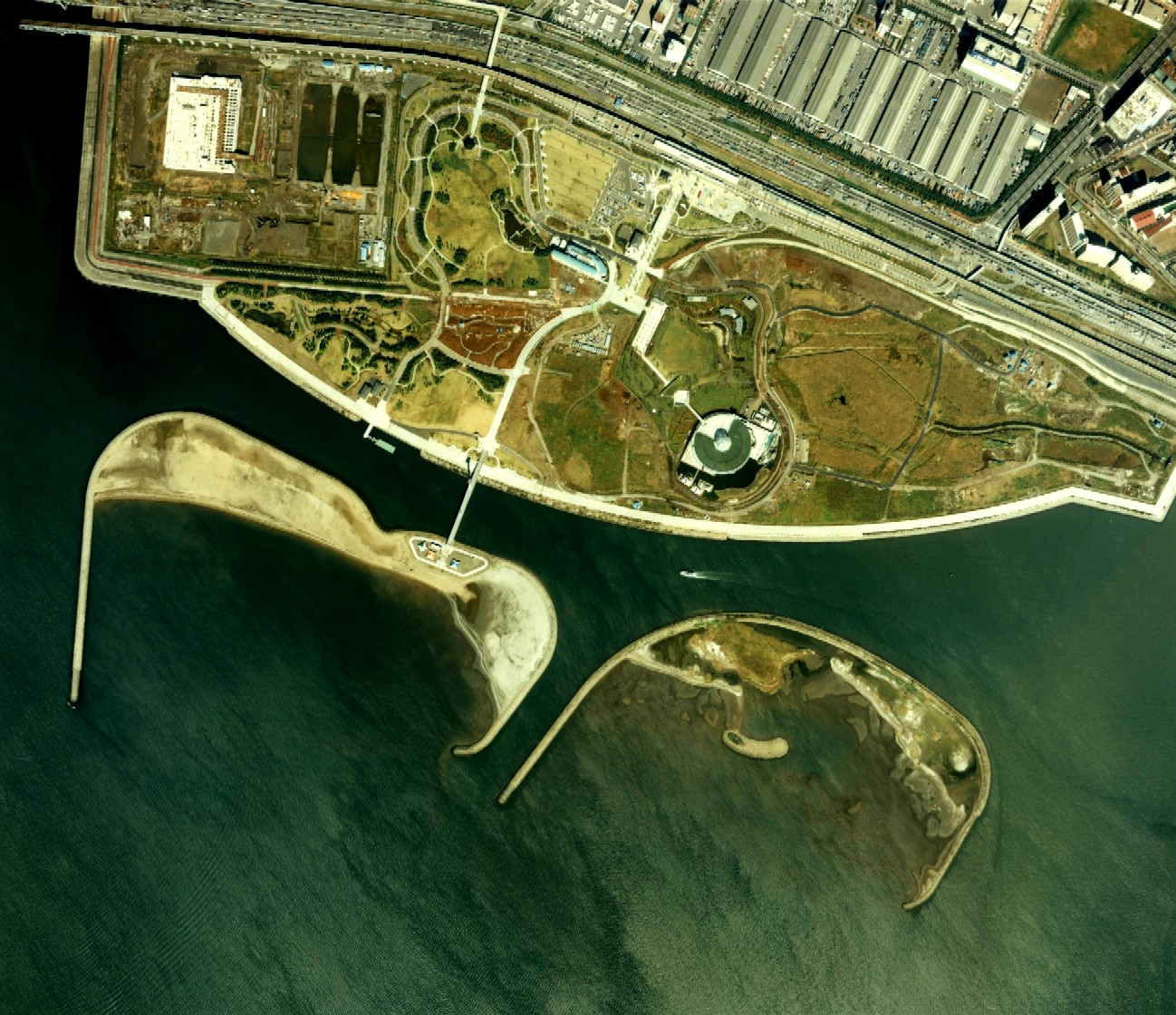
葛西臨海公園付近の航空写真（1989年度撮影）。人工干潟「東なぎさ」「西なぎさ」が見える。

葛西海浜公園の前面には荒川と旧江戸川に囲まれた範囲に、人工干潟に続いて自然の干潟・浅場がある。干潟面積は人工干潟を含めて64ヘクタール。三番瀬（130ヘクタール）の約半分である。張り出し長さは人工干潟を含めて1575メートルで、東京湾最大を誇る。三番瀬（1150メートル）や盤州干潟（1430メートル）より長い。
人工干潟は前浜干潟で、東西の2つに分かれ、「東なぎさ」「西なぎさ」と呼ばれている。東なぎさは全体で面積38ヘクタール、延長830メートル、浚渫土で出来ている。西なぎさは面積30ヘクタール、延長770メートル、山砂で出来ている。西なぎさは一般公開されているが、東なぎさは立ち入り禁止のバードサンクチュアリである。
波打ち際には名前の通り、人工なぎさが造られている。東なぎさの砂浜は15ヘクタール、西なぎさの砂浜は10ヘクタール。人工なぎさは、魚介類や野鳥が生息しやすいようにする他に、砂浜に砕ける波の作用を利用して、東京湾の海水を浄化する機能も持っている。なぎさの間に水路を設けることで、潮通りを良くしている。
自然干潟は、勾配が緩く遠浅である。水深は大部分が朔潮平均干潮面から0メートル以浅で、深いところでも5メートル以下の浅場である。底質は砂質。アサリやゴカイ類の他、マハゼやカレイ類の産卵場所・生息地で、鳥類の餌場や休憩場所にもなっている。海上からしか近づく事は出来ない。
東京湾の干潟の大部分が消失した現在、貴重な存在であり、ラムサール条約の登録地となっている他、日本の重要湿地500にも指定されている。
葛西海浜公園にはこの他に、三日月干潟がある。これは旧蜆島（下蜆島町）の一部である。

## 歴史

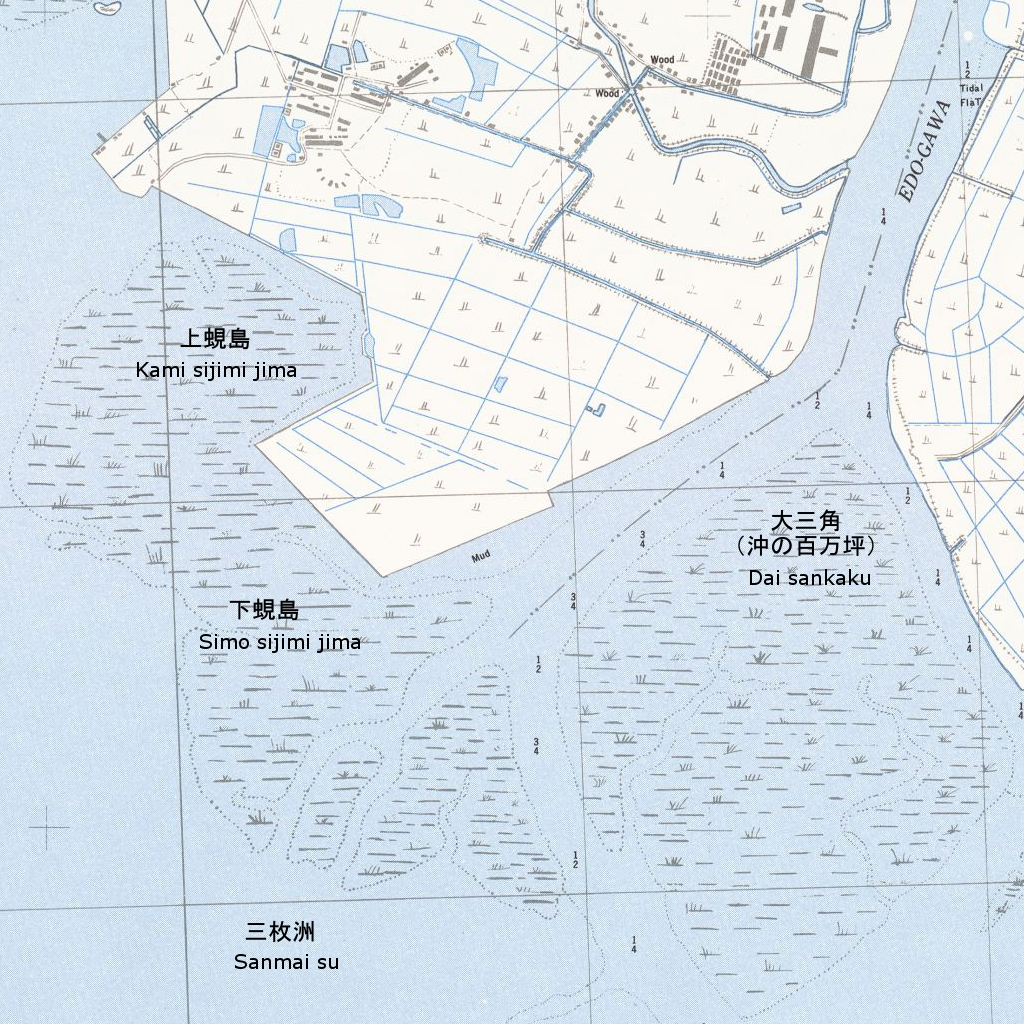
1945年頃の河口の図

江戸時代以前は、現在の中川に利根川と荒川が流れ込み、さらに渡良瀬川が太日川（江戸川の旧名）となって、ともに東京湾へ注いでいた。そのため常に大量の土砂を運び下流を堆積した。三枚洲をはじめとする下流域の浅瀬はこの２つの大河川によって形成されたものである。東京湾では周辺地域を含めてその広さは136k㎡にも及んだとされている。
かつて、旧江戸川の河口には、浦安側に大三角や小三角と呼ばれる広大な中洲（干潟）が広がっており、昭和初期の大三角は山本周五郎『青べか物語』に「沖の百万坪」として登場する。葛西側にも葛西海岸堤防の外に、蜆島などの荒地・干潟や三枚洲が広がっていた。また、江戸時代までは東京湾にもクジラが多く見られたとされ、浦安市の稲荷神社には明治8年に三枚洲で捕獲された鯨に関する石祠が残されている。
江戸期以降から現在に至るまで、利根川・荒川・江戸川など、数々の洪水・治水対策事業がなされ、さらに河口部も埋め立てや護岸整備、運河や航路の開発とこれらの維持のための浚渫が進んだ。高度経済成長期に、深刻な地盤沈下と工場排水により沿岸が汚染され漁業被害のみならず環境悪化も進んだため、これらの地域の再生の機運が高まり、1965年（昭和40年）、千葉県による浦安市の海面埋立土地造成事業、続いて1972年（昭和47年）、東京都による葛西沖開発事業が開始された。埋め立てにより大三角や小三角は消失、浦安市に帰属して舞浜地区となり、東京ディズニーランドを中心としたリゾート開発がすすめられた。葛西沖の蜆島も埋め立てられて江戸川区に帰属、清新町、臨海町となった。
しかし、河川からの土砂堆積がないため、もはやこの地域で新たに浅瀬が自然形成されることは期待できず、浅瀬の保護とともに環境や生態系の維持をどうするかなど課題は多い。